# 猪名川町立中谷中学校
猪名川町立中谷中学校（いながわちょうりつ なかたにちゅうがっこう）は、兵庫県川辺郡猪名川町にあった公立中学校。

## 沿革
- 1947年（昭和22年）4月 - 中谷村立中谷中学校として開校。
- 1955年（昭和30年）4月 - 中谷村・六瀬村が合併し猪名川町が成立したことにより猪名川町立中谷中学校と改称。
- 1990年（平成2年）4月 - 校区の一部を猪名川町立猪名川中学校として分離。
- 2022年（令和4年）3月 - 猪名川町立六瀬中学校との統合により閉校。新年度より本校の校地を用いて猪名川町立清陵中学校が開校。

## 部活動

### 運動部
- 野球部
- 女子ソフトテニス部
- 陸上競技部
- バスケットボール部

### 文化部
- 吹奏楽部
- 美術部

## 著名な卒業生
- 廣瀬栄理子（北京オリンピックバドミントン日本代表選手)

## 周辺の施設
- 兵庫県立猪名川高等学校
- 能勢電鉄日生線 日生中央駅
- 猪名川町立松尾台小学校

## 周辺の道路
- 兵庫県道68号川西三田線